# Nemotelus latiusculus
Nemotelus latiusculus är en tvåvingeart som beskrevs av Friedrich Hermann Loew 1871. Nemotelus latiusculus ingår i släktet Nemotelus och familjen vapenflugor. Inga underarter finns listade i Catalogue of Life.